# Ärlesläktet
Ärlesläktet (Motacilla) är ett släkte med tättingar inom familjen ärlor. 

## Utseende och fältkännetecken
Fåglarna i detta släkte utmärker sig generellt genom smärt och långsträckt kroppsbyggnad, rät, syl-lik näbb, höga, spensliga ben och mycket lång, i spetsen tvär stjärt. Det vetenskapliga namnet för släktet är latin och kan översättas med "vippande stjärt" vilket kan sägas vara släktets främsta kännetecken. Adulta fåglar har kontrastrika dräkter i vit, svart, grått och gult medan de är gråare och diffusare i juvenil dräkt. Sãotoméärlan (tidigare behandlad som en sångare, se nedan) är dock mycket avvikande med helt stubbad stjärt och murrig fjäderdräkt även hos adulta fåglar.

## Utbredning och biotop
Ärlesläktet återfinns främst i Gamla Världen men de östligaste populationer av arterna beringärla och sädesärla sträcker sig in i västra Alaska. Merparten ärlor som häckar i de nordligare delarna av palearktis är flyttfåglar medan arter som häckar söder om Sahara, i Indien och Sydostasien är stannfåglar.
Ärlorna i Motacilla trivs vanligen på öppna fält, vid kärr eller stränder, på ängar och liknande. Flera arter hittas vid strömmande vattendrag. De bygger gärna sina bon direkt på marken bland gräs i jordhålor eller liknande.

## Systematik
Systematiken för ärlorna i Motacilla är invecklad och flera av arterna har en stor mängd underarter. Idag brukar släktet delas upp i följande 13 arter:
- Madagaskarärla (Motacilla flaviventris)
- Sãotoméärla (Motacilla bocagii)
- Kapärla (Motacilla capensis)
- Bergärla (Motacilla clara)
- Forsärla (Motacilla cinerea)
- Gulärla (Motacilla flava)
- Citronärla (Motacilla citreola)
- Beringärla (Motacilla tschutschensis)
- Brokärla (Motacilla aguimp)
- Indisk ärla (Motacilla maderaspatensis)
- Sädesärla (Motacilla alba)
- Japansk ärla (Motacilla grandis)
- Mekongärla (Motacilla samveasnae)

Sãotoméärlan behandlades fram tills nyligen som en sångare, men DNA-studier visar att den trots sitt mycket avvikande utseende är en del av ärlorna.